# Luciobarbus bocagei

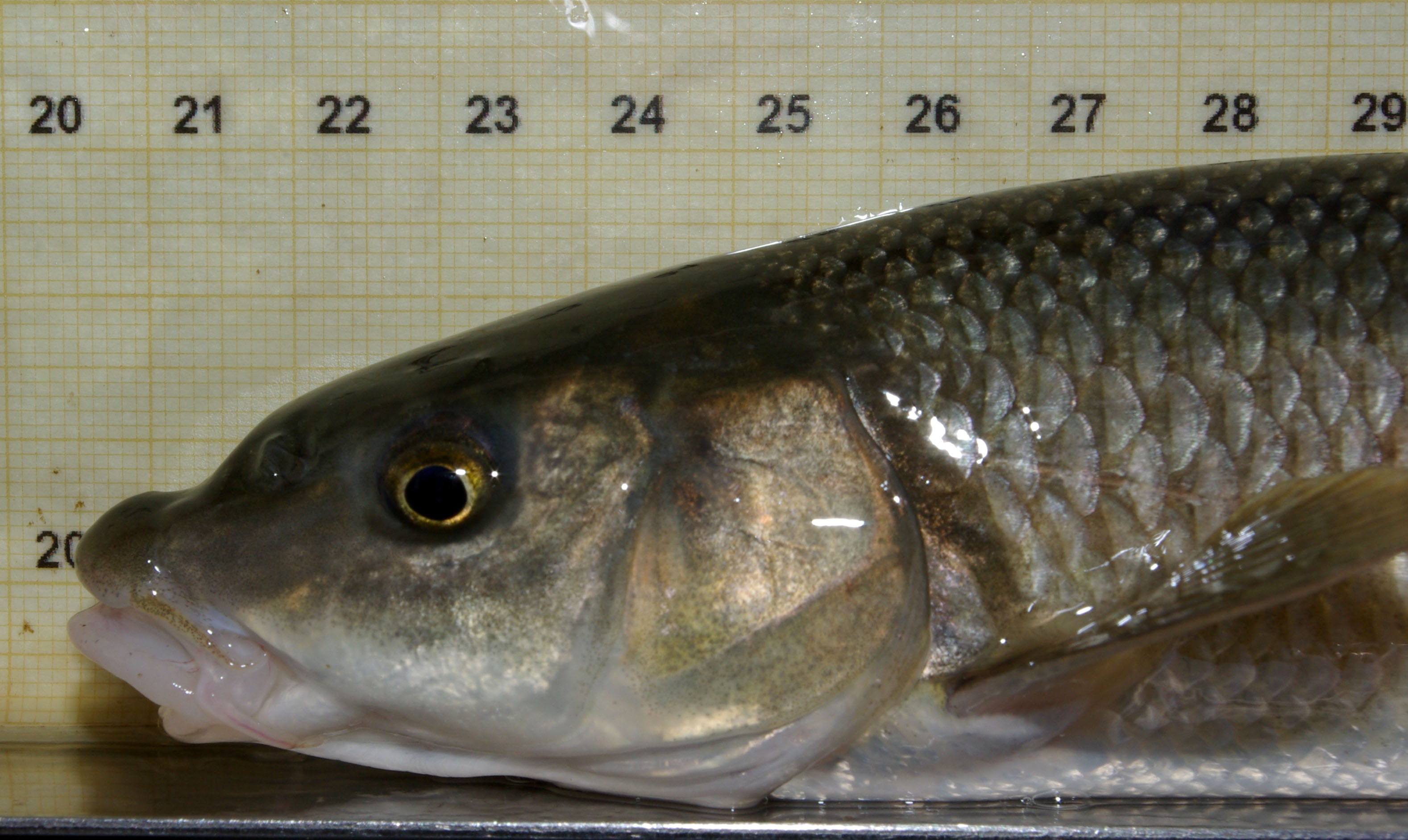
Particolare della testa

Luciobarbus bocagei o barbo spagnolo è un pesce della famiglia Cyprinidae.

## Distribuzione

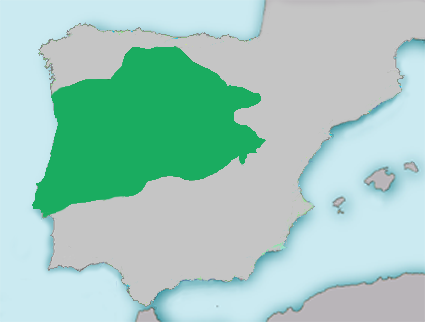
Distribuzione del Luciobarbus bocagei

È una specie endemica della penisola Iberica occidentale, si incontra in fiumi tributari dell'Oceano atlantico: Tago, Sado, Duero e Limia. Sembra che sia estinto nel Miño.
Vive nei tratti medi e inferiori dei fiumi in zone con corrente lenta e fondi di sabbia o fango, nella zona dei ciprinidi litofili.

## Descrizione
È simile al Luciobarbus graellsii (introdotto anche in Toscana) da cui si può distinguere perché i barbigli non raggiungono l'occhio.
Altre caratteristiche diagnostiche della specie sono:
- ultimo raggio indiviso della pinna dorsale abbastanza morbido, debolmente seghettato posteriormente su non più di metà della sua lunghezza
- bordo posteriore della pinna dorsale leggermente concavo
- bordo superiore della pinna dorsale che forma un angolo ottuso con il dorso
- labbra sottili

Raggiunge gli 80 cm di lunghezza.

## Biologia
Vive fino a 11 anni.

### Alimentazione
Si nutre di invertebrati bentonici.

### Riproduzione
Effettua migrazioni verso monte per la fregola in primavera. I maschi si riproducono per la prima volta a 3 anni, le femmine a 6-8.

## Conservazione
Le popolazioni sono abbondanti e la specie viene considerata non a rischio.